# Quando men vo

Quando men vo (littéralement Quand j'm'en vais; aussi appelée "La Valse de Musette") est une romance pour soprano chantée au cours du deuxième tableau de La Bohème, un opéra de Giacomo Puccini. 
Cet air, une valse lente, est chanté avec beaucoup de coquetterie par le personnage de Musetta. Elle veut montrer son pouvoir de séduction sur les hommes et raviver le désir d'elle chez Marcello, son ancien amant.

## Livret
| Livret original (civettuola, volgendosi con intenzione a Marcello, il quale comincia ad agitarsi) Quando men vo soletta per la via la gente sosta e mira, e la bellezza mia - ricerca in me tutta da capo a piè. Ed assaporo allor la bramosia sottil che dai vogliosi occhi traspira e dai vezzi palesi intender sa alle occulte beltà. Così l'effluvio del desio tutta m'aggira e delirar mi fa. E tu che sai, che memori e ti struggi com'io d'amor, da me tanto rifuggi? So ben: le angosce tue non le vuoi dir ma ti senti morir! | Partition (sempre seduta, dirigendosi intenzionalmente a Marcello, il quale comincia ad agitarsi) Quando men vo, quando men vo soletta per la via la gente sosta e mira, e la bellezza mia tutta ricerca in me, ricerca in me da capo a piè. Ed assaporo allor la bramosia sottil che dagli occhi traspira e dai palesi vezzi intender sa alle occulte beltà. Così l'effluvio del desio tutta m'aggira felice mi fa, felice mi fa! E tu che sai, che memori e ti struggi, da me tanto rifuggi? So ben: le angosce tue non le vuoi dir, non le vuoi dir, so ben, ma ti senti morir! |